# 유안순

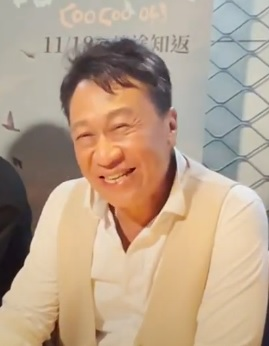

유안순(중국어 정체자: 游安順, 병음: Yóu Ān-shùn, 한자음: 유안순, Yu An-Shun, 1967년 11월 5일 ~ )은 대만의 배우이다.

## 방송
- 아불랍적삼개여인
- 주공적인
- 우차래거
- 도시구집